# Tithorea pinthias
Tithorea pinthias är en fjärilsart som beskrevs av Frederick DuCane Godman och Osbert Salvin 1878. Tithorea pinthias ingår i släktet Tithorea och familjen praktfjärilar. Inga underarter finns listade i Catalogue of Life.